# Кубок НДР з футболу 1976—1977
Кубок НДР з футболу 1976—1977 — 26-й розіграш кубкового футбольного турніру в Німецькій Демократичній Республіці після закінчення Другої світової війни. У кубку взяли участь 77 команд. Переможцем кубка Німеччини втретє став Динамо (Дрезден).